# Leyla Aliyeva
Leyla Aliyeva (en azerí: Leyla Əliyeva) (Moscú, RSFS de Rusia, Unión Soviética, 3 de julio de 1984) es la primera hija del actual presidente de Azerbaiyán, Ilham Alíyev. Es la fundadora e editora principal de la revista  Baku, lanzada en Londres en el año 2011. Es la vicepresidenta de la Fundación de Heydar Alíyev, la Jefa de representación de la Fundación en Rusia. En abril de 2008, en el VI período de sesiones de la junta directiva del Foro de la Juventud de Organización Islámica, celebrada en Kuwait, Leyla Aliyeva fue elegida como la primera principal coordinadora del Foro de la Juventud de Diálogo Intercultural. Es la presidenta de la Organización Azerí de la Juventud de Rusia( АМОР), Fundadora de IDEA que es la Iniciativa del diálogo internacional sobre la protección del medio ambiente.

## Biografía
Aliyeva Leyla Ilham gizi (en azerí: Əliyeva Leyla İlham qızı) nació el 3 de julio de 1984 en Moscú, RSFS de Rusia. Después de graduarse de la escuela secundaria, se matriculó en la Escuela Europea de Negocios. 
De 2006 a 2008, cursó un grado de máster en el Instituto Estatal de Relaciones Internacionales de Moscú (MGIMO). Fue la presidenta del Club de Azerbaiyán en el MGIMO hasta el año 2010.
En julio de 2011, le concedieron la medalla Taraggi (progreso) por sus contribuciones al desarrollo de las relaciones entre Rusia y Azerbaiyán.
Leyla estuvo casada con el cantante y hombre de negocios Emin Agalarov desde el 2006 hasta el 2015 Tiene dos hijos gemelos, Ali y Mikail, que nacieron en 2008. Adoptó a una niña llamada Amina en el 2015.

## Carrera profesional

### Fundación Heydar Alíyev
Leyla es vicepresidenta de la Fundación Heydar Alíyev, una Organización sin ánimo de lucro que lleva a cabo una serie de proyectos caritativos, culturales y políticos propios de un embajador. Esta organización está presidida por Mehriban Aliyeva, su madre y esposa del presidente de Azerbaiyán. Desde el 10 de mayo del 2007, Leyla dirige la oficina de representación de la Fundación en Rusia, donde impulsa iniciativas de caridad, apoyando principalmente a jóvenes de escasos recursos.
El 1 de noviembre del 2011 fue galardonada con la «llave de la vida», premio del Baile Benéfico anual de los Estados Unidos de la fundación del cáncer infantil y sangre.

### Ecologismo
La iniciativa de Diálogo Internacional para la Acción Ambiental (IDEA), fundada por Leyla, la vicepresidenta de la Fundación Heydar Alíyev el 12 de julio de 2011, sirve de plataforma para la participación activa de los jóvenes con el movimiento global en el desarrollo sostenible. Leyla anima a los jóvenes a vivir en armonía con su entorno, y escribe artículos sobre cuestiones ecológicas, en particular las relacionadas con el sur del Cáucaso.
Los temas de ecología y protección del medio ambiente en Azerbaiyán han recibido tradicionalmente una atención especial. En este sentido, Leyla promueve proyectos de gran envergadura dedicados a la jardinería en Absheron. También promueve otros proyectos de conservación y rehabilitación de bosques, así como mejoras en la gestión de residuos y aguas residuales, o mejoras en la calidad del aire. También promueve proyectos para la protección del mar Caspio de la contaminación, para la mejora de la situación ecológica de los territorios contaminados de petróleo en la bahía de Bakú, para la preservación del agua limpia y mejora de la calidad del agua, para la conservación y restauración de la diversidad biológica, o para el desarrollo de infraestructuras de parques nacionales, etc. Además, Leyla también es autora de un exitoso blog en el periódico en línea The Huffington Post, abordando el tema de la creación de un cambio ambiental positivo y sostenible.

### Actividad Política
Leyla es coordinadora general del diálogo intercultural para el Foro de la Juventud para el Diálogo y la Cooperación de la Organización de la Conferencia Islámica (mayo de 2008), y presidenta de la Organización de la Juventud Azerí en Rusia. También es fundadora y redactora jefe de Baku, revista de vanguardia internacional de arte y moda en la que colabora entre algunos de los creativos más importantes del mundo y Azerbaiyán. La versión rusa de "Baku" se ha publicado con éxito en Rusia desde el año 2007. En octubre de 2011, presentó la primera edición de la versión en inglés de esta revista en Londres. Además del Reino Unido, la revista también estará disponible en otros países, como Francia, Estados Unidos e Italia.
Leyla ha trabajado duro para promover la cultura azerí en Rusia y difundir datos sobre Azerbaiyán al mundo entero. Ha participado activamente en el trabajo con jóvenes azeríes que estudian y viven en Rusia y Europa. Además, inició y dirige la Campaña Internacional de Conciencia "Justicia para Jodzhali, Libertad de Karabaj", y el 18 de abril de 2009, Leyla Əliyeva fue elegida presidenta de la Organización Azerí de la Juventud de Rusia. Por ejemplo, un proyecto en particular de esta organización juvenil fue "La sangre no tiene nacionalidad", donde implica a jóvenes azeríes a donar sangre para los niños enfermos.

### Escándalos y corrupción
La familia Aliyev gobierna Azerbaiyán de manera personalista y despótica. Leyla y su hermana Azú aparecen en varios de los Papeles de Panamá con documentos sobre la inscripción de sociedades offshore en varias islas. Según el centro de periodistas que investiga la corrupción y el crimen organizado (OCCRP), las dos hijas tienen propiedades a través de esquemas offshore para el 70% de todas las ganancias de las empresas mineras de oro del país.

## Medallas y premios
- Medalla "Taraggi" (2011)
- Orden del mérito por servicios de región Astracán (2012)[19]
- Orden del mérito por servicios de región Volgogrado (2013)[20]
- Medalla de Pushkin (2015)[21]
- "Key to Life"[22]
- Diploma de profesora emérita de la Universidad Estatal Humanitario-económico de Moscú (2016)[23]